# Holywells Park
Holywells Park är en 270,000 m2 stor park för allmänheten i Ipswich, England, som ligger mellan Nacton Road och Cliff Lane, nära Ipswich Waterfront. Holywells Park ligger 12 meter över havet.